# Hays (Montana)
Hays es un lugar designado por el censo ubicado en el condado de Blaine en el estado estadounidense de Montana. En el Censo de 2010 tenía una población de 843 habitantes y una densidad poblacional de 12,03 personas por km².

## Geografía
Hays se encuentra ubicado en las coordenadas 48°0′38″N 108°39′39″O / 48.01056, -108.66083. Según la Oficina del Censo de los Estados Unidos, Hays tiene una superficie total de 70.06 km², de la cual 70.06 km² corresponden a tierra firme y (0%) 0 km² es agua.

## Demografía
Según el censo de 2010, había 843 personas residiendo en Hays. La densidad de población era de 12,03 hab./km². De los 843 habitantes, Hays estaba compuesto por el 5.1% blancos, el 0.24% eran afroamericanos, el 93.24% eran amerindios, el 0% eran asiáticos, el 0% eran isleños del Pacífico, el 0% eran de otras razas y el 1.42% pertenecían a dos o más razas. Del total de la población el 1.66% eran hispanos o latinos de cualquier raza.